# Waverly (Nova York)
Waverly és una població dels Estats Units a l'estat de Nova York. Segons el cens del Cens dels Estats Units del 2000 tenia 4.607 habitants.

## Demografia
Segons el cens del 2000, Waverly tenia 4.607 habitants, 1.877 habitatges, i 1.128 famílies. La densitat de població era de 776,8 habitants per km².
Dels 1.877 habitatges en un 30,4% hi vivien nens de menys de 18 anys, en un 43% hi vivien parelles casades, en un 13,3% dones solteres, i en un 39,9% no eren unitats familiars. En el 33,7% dels habitatges hi vivien persones soles el 16,3% de les quals corresponia a persones de 65 anys o més que vivien soles. El nombre mitjà de persones vivint en cada habitatge era de 2,32 i el nombre mitjà de persones que vivien en cada família era de 2,98.
Per edats la població es repartia de la següent manera: un 24% tenia menys de 18 anys, un 8,1% entre 18 i 24, un 27,2% entre 25 i 44, un 20,3% de 45 a 60 i un 20,4% 65 anys o més.
L'edat mediana era de 39 anys. Per cada 100 dones de 18 o més anys hi havia 78,8 homes.
La renda mediana per habitatge era de 28.958 $ i la renda mediana per família de 39.522 $. Els homes tenien una renda mediana de 31.544 $ mentre que les dones 24.492 $. La renda per capita de la població era de 14.945 $. Entorn del 9,5% de les famílies i el 13,3% de la població estaven per davall del llindar de pobresa.